# Rheum maculatum
Rheum maculatum är en slideväxtart som beskrevs av C. Y. Cheng & T.C. Kao. Rheum maculatum ingår i släktet rabarbersläktet, och familjen slideväxter. Inga underarter finns listade i Catalogue of Life.